# Жуань Луфей
Жуань Луфей (кит. трад. 阮露斐; нар. 2 жовтня 1987, Нанкін) – китайська шахістка, гросмейстер серед жінок від 2007 року.

## Шахова кар'єра
2001 року поділила 6-те місце на чемпіонаті світу серед дівчат до 14 років в Орпезі. 2004 року виконала першу гросмейстерську норму, під час командного чемпіонату Китаю. Ще дві виконала в роках 2005 у Пекіні (зональний турнір) і 2007 у Дагомисі (командні чемпіонат Росії). 2007 року здобула дві медалі під час командного чемпіонату світу в Єкатеринбурзі (золоту в командному заліку і срібну в особистому заліку на 3-й шахівниці), а також досягла великого успіху в Тегерані, ставши бронзовою призеркою чемпіонату Азії серед жінок. У 2006 і 2008 роках двічі брала участь у чемпіонатах світу за олімпійською системою, дійшовши відповідно до раундів 2-го (поразка від Вікторії Чміліте) і 3-го (поразка від Пії Крамлінг). 2009 року перемогла (разом з Шень Ян) на зональному турнірі, який відбувся в Пекіні. 2010 року в Антак'я стала віце-чемпіонкою світу, програвши у фіналі Хоу Іфань.
Найвищий рейтинг Ело в кар'єрі мала станом на 1 січня 2014 року, досягнувши 2503 очок займала тоді 17-те місце в світовому рейтинг-листі ФІДЕ, одночасно займаючи 4-те місце серед китайських шахісток.